# IEEE井深大コンシューマー・エレクトロニクス賞
IEEE井深大コンシューマー・エレクトロニクス賞（IEEE Masaru Ibuka Consumer Electronics Award）は、1987年にIEEEが設立した技術分野の賞。家電技術への貢献に対し、1989年より毎年授与されている。
受賞者にはメダル、賞状、賞金が授与される。賞の由来はソニーの共同創立者井深大に因み、同社がスポンサーとなっている。

## 受賞者
- 1989年: 中島平太郎、Johannes Petrus Sijou
- 1990年: Norman L. Stauffer
- 1991年: ギル・アメリオ
- 1992年: 鷲塚諫
- 1993年: George L. Brantingham, Paul S. Breedlove, Richard H. Wiggins
- 1994年: Carl G. Eilers
- 1995年: Irving Stoy Reed, Gustave Solomon
- 1996年: ケイス・スホウハメル・イミンク
- 1997年: レイ・ドルビー
- 1998年: Jerrold A. Heller
- 1999年: Leonardo Chiariglione
- 2000年: Marvin H. White
- 2001年: Ulrich Reimers
- 2002年: 藤尾孝, 林宏三, 杉本昌穂, 二宮佑一
- 2003年: Richard H. Small, Neville Thiele
- 2004年: Karlheinz Brandenburg
- 2005年: 受賞者なし
- 2006年: Wayne Bretl, Richard Citta, Wayne Luplow
- 2007年: Tomlinson Holman
- 2008年: ラルフ・ベア
- 2009年: Eugene Polley
- 2010年: James Barton
- 2011年: John Laverne Mitchell
- 2012年: Gisle Bjøntegaard, Gary J. Sullivan, Thomas Wiegand
- 2013年: Martin Dietz, Kristofer Kjörling, Lars Liljeryd
- 2014年: 受賞者なし
- 2015年: マーティン・クーパー
- 2016年: Steven Sasson
- 2017年: ジョン・オサリヴァン, David James Skellern, Terence Percival
- 2018年: リーナス・トーバルズ
- 2019年: 青山友紀, 早坂高志
- 2020年: Eben Upton
- 2021年: スティーブ・ウォズニアック
- 2022年: Albert Brault, Peter Dillon
- 2023年: 坂村健
- 2024年: スティーブ・ファーバー、ソフィー・ウィルソン
- 2025年: William Stephen George Mann
- 2026年: 受賞者なし